# 클락키역

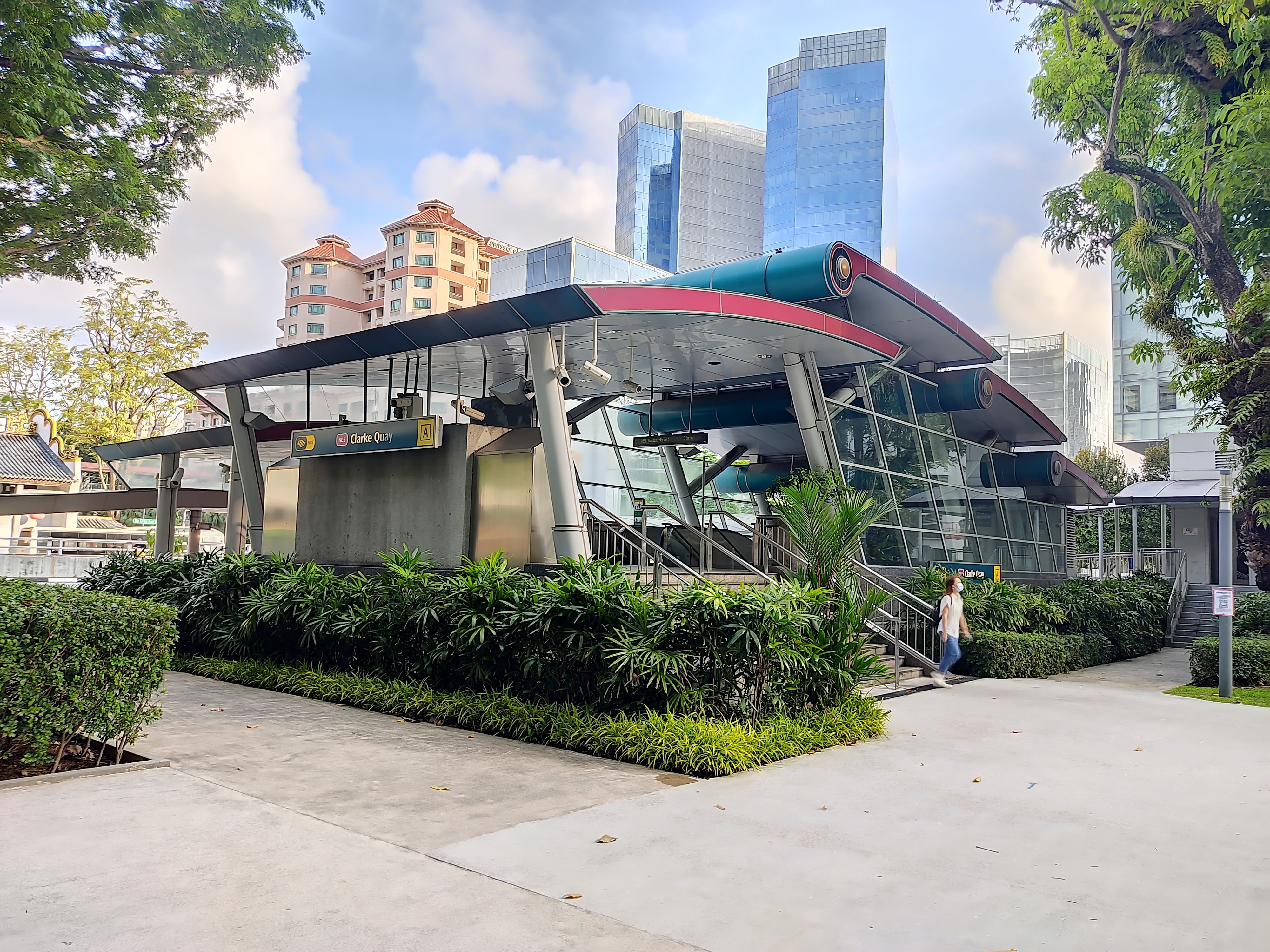

클락키역(Clarke Quay MRT station)은 싱가포르 노스이스트선(NEL)에 있는 지하철 MRT(Mass Rapid Transit) 역이다. 머천트로드(Merchant Road)와 노스 캐널 로드(North Canal Road)의 교차점 근처 유통센 스트리트(Eu Tong Sen Street)에 위치한 이 호텔은 더 센트럴 아래 싱가포르 강 남쪽에 있다. 역에서는 클락키와 보트키(Boat Quay)는 물론 홍림 파크(Hong Lim Park), 리버워크(The Riverwalk), 스위소텔 머천트 코트(Swissotel Merchant Court) 등의 다른 랜드마크까지 운행된다.
1996년 3월에 처음 발표된 이 역은 싱가포르 강 재개발을 위해 계획되었다. 이 역과 도비고트역 사이의 굴착 터널 건설에 폭발물이 사용되었다. 클락키역은 2003년 6월 20일에 완공되었다. 역 입구의 곡선적인 특징은 싱가포르 강의 흐르는 물을 상징하도록 디자인되었다. 이 역에는 추아 에크 케이(Chua Ek Kay)의 아트 인 트랜싯 공공 예술 작품인 "The Reflections"가 전시되어 있다.